# Galoppe
 (mars 2022).
Si vous disposez d'ouvrages ou d'articles de référence ou si vous connaissez des sites web de qualité traitant du thème abordé ici, merci de compléter l'article en donnant les références utiles à sa vérifiabilité et en les liant à la section « Notes et références ».
La Galoppe appelée aussi la Gulpe (en néerlandais : Gulp) est une rivière de Belgique et des Pays-Bas, affluent de la rive droite de la Meuse par la Gueule, qui coule dans la province de Liège — limite dans l'Entre-Vesdre-et-Meuse entre le Pays de Moresnet et le Pays de Herve — et la province de Limbourg (exclave de Fourons) et du Limbourg néerlandais.

## Géographie
Elle prend sa source près du hameau de Gulpen entre Henri-Chapelle et Hombourg, dans la commune de Plombières et a son confluent avec la Gueule dans la commune néerlandaise de Gulpen-Wittem.